# Zafrona dentata
Zafrona dentata là một loài ốc biển, là động vật thân mềm chân bụng sống ở biển trong họ Columbellidae.

## Phân bố
Loài sinh vật biển này xuất hiện ngoài khơi của Madagascar.